# Julius Brüll
Julius Brüll (Alsónyárasd, 1893. január 19. – Pozsony, 1957) csehszlovák nemzetközi labdarúgó-játékvezető.

## Pályafutása

### Nemzetközi játékvezetés
A Csehszlovák labdarúgó-szövetség Játékvezető Bizottsága (JB) 1931-ben terjesztette fel nemzetközi játékvezetőnek, a Nemzetközi Labdarúgó-szövetség (FIFA) bíróinak keretébe. Több nemzetek közötti válogatott és klubmérkőzést vezetett vagy működő társának partbíróként segített. Az aktív nemzetközi játékvezetéstől 1936-ban búcsúzott. Válogatott mérkőzéseinek száma: 2.

#### Nemzetközi kupamérkőzések

##### Közép-európai-kupa
| Időpont          | Helyszín                    | Mérkőzés típusa | Mérkőzés                         | Eredmény | Nézők száma |
| ---------------- | --------------------------- | --------------- | -------------------------------- | -------- | ----------- |
| 1936. június 21. | Littoriale Stadion, Bologna | egyik elődöntő  | Bologna Sportiva–FK Austria Wien | 2 : 1    | 13 000      |

## Statisztika

### Nemzetközi válogatott mérkőzései
| #  | Dátum            | Helyszín                        | Hazai        | Eredmény | Vendég   | Kiírás     | Gólok | Esemény |
| -- | ---------------- | ------------------------------- | ------------ | -------- | -------- | ---------- | ----- | ------- |
| 1. | 1931. június 16. | Bécs, Pfarrwiese Hütteldorf     | Ausztria     | 2 – 0    | Svájc    | barátságos | -     |         |
| 2. | 1936. május 3.   | Budapest, Hungária körúti pálya | Magyarország | 3 – 3    | Írország | barátságos | -     |         |
|    | Összesen         |                                 |              | 2        | mérkőzés |            |       |         |